# St. Marien (Bad Brückenau)
Die römisch-katholische Kirche St. Marien im Staatsbad Brückenau wurde nach Entwurf von Hofbaurat Eugen Drollinger errichtet und 1908 eingeweiht. Sie trägt eigentlich den Namen Maria, Heil der Kranken und ist Eigentum des Freistaats Bayern.

## Architektur und Ausgestaltung
Der Zwiebelturm erinnert an katholische Kirchen im südbayerischen Raum. Der Kircheninnenraum ist im „barockisierenden Jugendstil“ gestaltet. Auffallend ist der aus rotem Sandstein in Fischgrätmuster bestehende Bodenbelag. Das Bild Maria in der Glorie im Hochaltar stammt von einem unbekannten Maler aus dem süddeutschen Raum und ist eine Leihgabe der Bayerischen Staatsgemäldegalerie, es wird auf das frühe 17. Jahrhundert datiert.
Die Seitenaltäre sind ältere Arbeiten, die Eugen Drollinger in das Gotteshaus integrierte. Der schlichte Kreuzweg wurde vom Bildhauer Sebastian Putz geschaffen. Von dessen Tochter, Charlotte Putz, stammen der Hl. Georg am Aufgang zur Empore, und der Hl. Antonius am Seiteneingang. Später kamen zu den genannten Heiligen noch der Hl. Kilian und der Hl. Bonifatius hinzu. Die beiden Heiligen erinnern an die einstige Zuordnung Brückenaus zum Bistum Fulda und die jetzige Zugehörigkeit zum Bistum Würzburg.

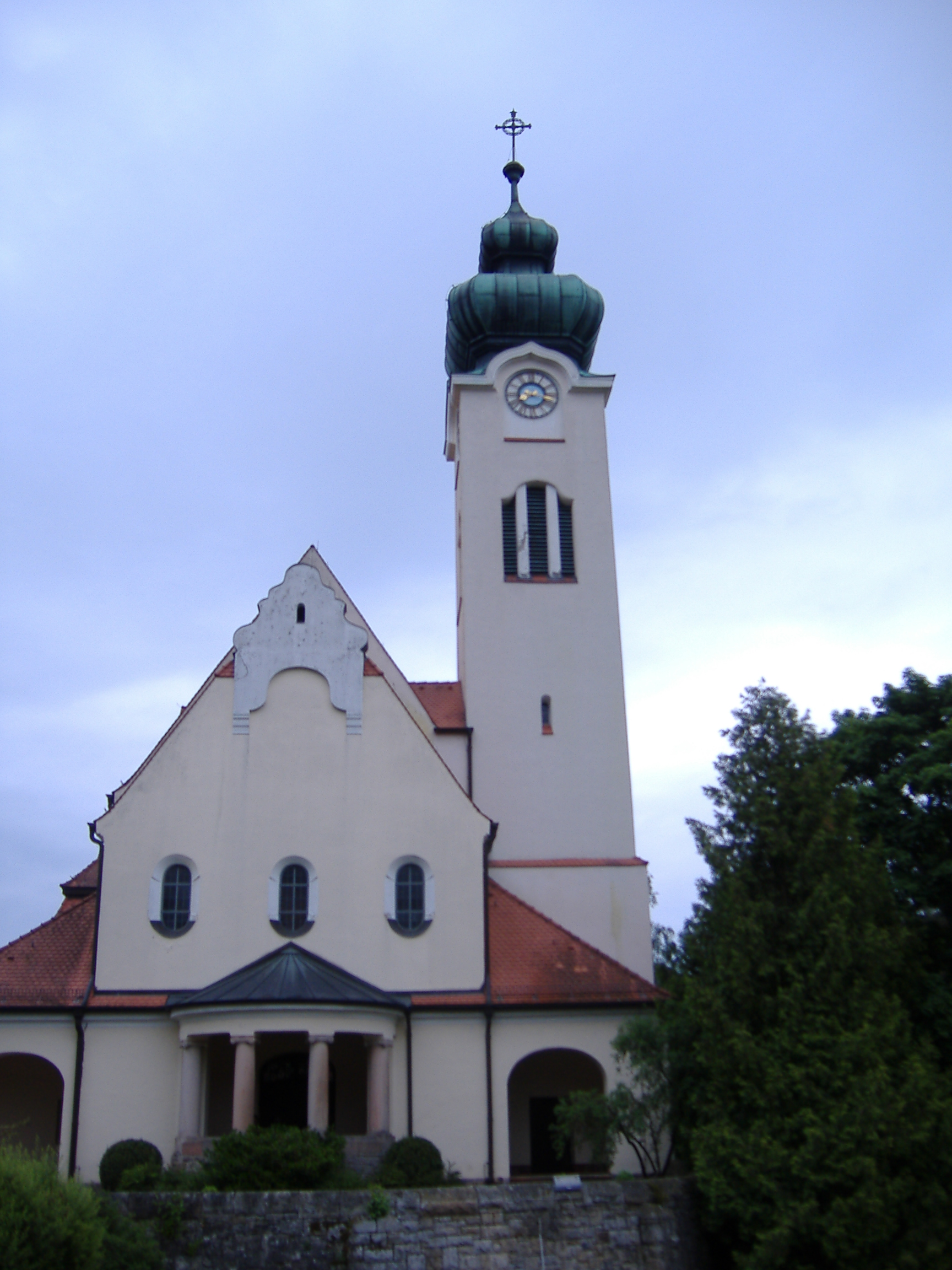
Vorderfront der Marienkirche
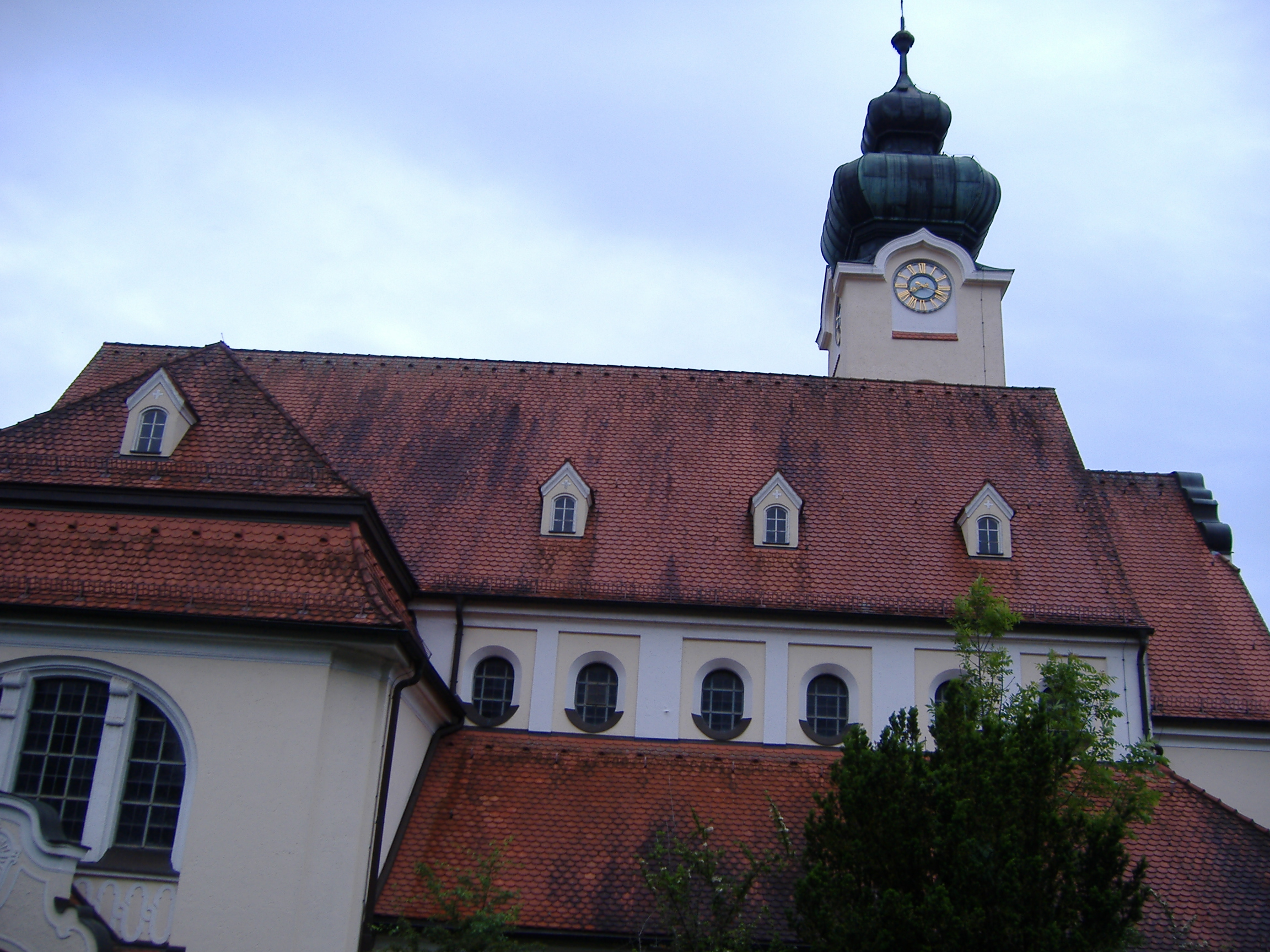
Westfront der Marienkirche